# گازی‌سازی
گازی سازی فرایندی است که زیست‌توده یا سوختِ سنگواره‌ایِ بر پایهٔ کربن را به کربن مونوکسید، هیدروژن و کربن دی‌اکسید تبدیل می‌کند. اگر ترکیباتِ گازی از زیست‌توده به‌دست آمده باشد، نیروی به دست آمده از گازی‌سازی و احتراق آن عنوان یک منبع انرژی تجدیدپذیر در نظر گرفته می‌شود. در حال حاضر، گازی‌سازی از سوخت‌های فسیلی به‌طور گسترده‌ای در مقیاس صنعتی برای تولید برق یا تولید سوخت‌های مایع مورد استفاده قرار می‌گیرد.

## تاریخچه
فرایند تولید انرژی با استفاده از روش گازی‌سازی برای بیش از ۱۸۰ سال در حال استفاده بوده‌است. در آن زمان، زغال سنگ و تورب برای سوخت این نیروگاه‌ها استفاده می‌شد. در طول هر دو جنگ جهانی - به ویژه از جنگ جهانی دوم به این‌سو - نیاز به گازی سازی برای تولید سوخت به دلیل کمبود نفت بیشتر به چشم آمد و مورد توجه قرار گرفت.

## مراحل و واکنش‌های درگیر در گازی‌سازی
واکنش‌های زیاد و گاه شناخته نشده‌ای در طول فرایند و مسیر گازی‌سازی رخ می‌دهند. مکانیسم گازی سازی هنوز کاملاً آشکار نشده و تلاش برای شناخت آن ادامه دارد. بیشتر مهندسان و پژوهشگران بر این باورند که در یک دستگاه گازی ساز، چهار بخش جداشدنی وجود دارد:
1. آب‌گیری یا خشک سازی
2. پاره‌سازی (پایرولیز)
3. سوختن
4. گازی سازی

گردنده‌های گوناگونی در گسترش این چهار بخش و جای پرورده شدن آن‌ها در طول گازی ساز درگیرند که می‌توان به میزان اکسیژن همراه، رطوبت خوراک، دمای دستگاه، ساختار و ترکیب بندی خوراک، شکل گازی ساز و مانند این اشاره کرد.

## نگارخانه

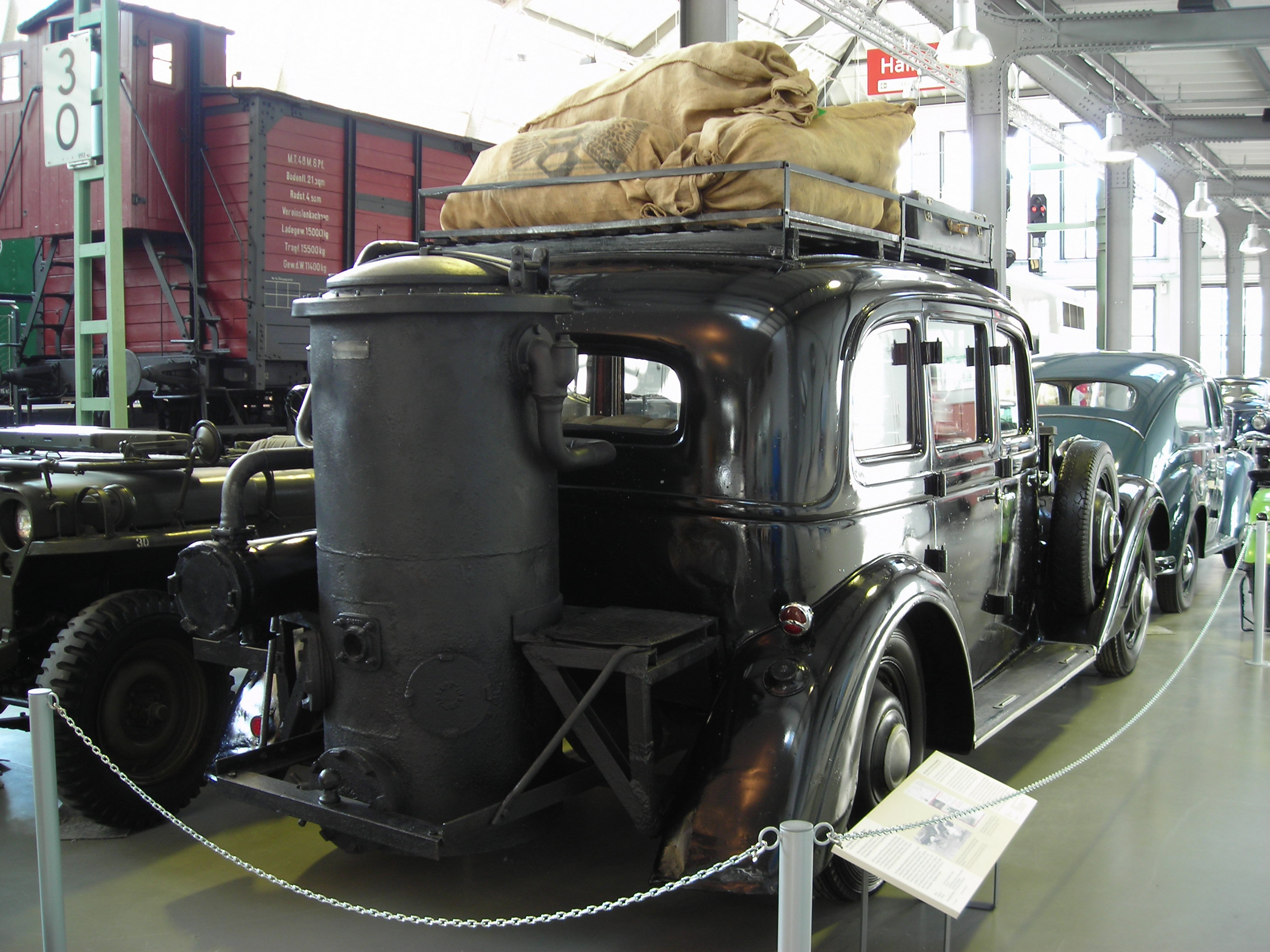
آدلر دیپلمات با ژنراتور گازی (۱۹۴۱).